# Периодизация мирового искусства
Периодизация мирового искусства — включает хронологическое и географическое перечисление периодов и стилей изобразительного искусства.

## Первобытное искусство
Появление зачатков искусства относят к эпохе мустье (150—120 тыс. — 35—30 тыс. лет назад).

### Искусство палеолита
- Ранний палеолит (en:Homo erectus#Art and rituals)
- Средний палеолит (en:Art of the Middle Paleolithic)
- Поздний (верхний) палеолит (en:Art of the Upper Paleolithic) 40—35 тыс. лет назад — 10 тыс. лет назад. Первые несомненные образцы пластики (т. н. «палеолитические венеры»), расцвет пещерной живописи и наскальных росписей, развитие искусства резьбы по кости.

### Искусство мезолита
В наскальных изображениях времени мезолита (примерно с 10 по 8-е тысячелетия до н. э.) важное место занимают многофигурные композиции, изображающие человека в действии: сцены сражений, охоты и т. п.

### Искусство неолита
К новому каменному веку (примерно с 8-го тысячелетия до н. э.) относятся руины различных мегалитических построек на территории Европы, Южной Америки и Азии. К числу наиболее известных принадлежат Стоунхендж в Англии с вертикально установленными по кругу камнями (кромлехами) весом до 50 тонн и упорядоченные ряды из крупных необработанных камней-обелисков (менгиров) на бескрайнем Карнакском поле. 
В этот период изображения стали передавать отвлечённые понятия, сформировались многие виды декоративно-прикладного искусства (керамика, обработка металла, ткачество); широко распространилось связанное с ними искусство орнамента.

### Эпоха раннего металла
Этапы, выделяемые археологами, на основе преобладающего материала орудий.

#### Искусство энеолита
Медный век приблизительно охватывает период IV—III тысячелетия до н. э. Во времена энеолита были распространены медные орудия, но преобладали по-прежнему каменные. Развиваются мегалитические культуры.

#### Бронзовый век
В целом, хронологические рамки — 35/33—13/11 вв. до н. э., но у разных культур они различаются.

#### Железный век
Продолжался с IX—VII века до н. э. до I века н. э.

## Искусство Древнего Востока

#### Древний Египет
Характерными чертами египетского искусства является огромное значение погребального культа, ради которого создавалось множество художественных произведений, имевших для современников более утилитарную функцию. Из дошедших до нас произведений самыми значимыми являются архитектурные (храмовые и погребальные) постройки, а также скульптура, рельефы и декоративно-прикладное искусство.
Характеристика изобразительного языка — плоский силуэт, ярко выраженный контур, плоскостность, отсутствие перспективы, симметрия, люди изображались с лицом в профиль, а с телом в трехчетвертном обороте.
- Додинастический период
- Раннее царство
- Искусство Древнего Царства (XXXII в. — XXIV века до н. э.)
- Первый переходный период
- Искусство Среднего царства (XXIV в. — XVII века до н. э.
- Второй переходный период
- Искусство Нового Царства (XVII—XI века до н. э.)
  - Амарнское искусство
- Третий переходный период
- Поздний период
- Эллинистический период

## История европейского искусства
В отдельную статью вынесена история развития европейской культуры, начиная от крито-минойской и греческой цивилизации и заканчивая модернизмом и контемпорари-артом.

## Искусство Ближнего Востока
- Искусство доисламской Аравии
- Исламское искусство
  - Додинастический период
  - Омейядский халифат (661—750 гг.)
  - Аббасидский халифат (750—1258 гг.)
  - Средневековое исламское искусство (9—15 вв.)
    - Мавританское искусство исламской Испании
    - Исламское искусство Египта
    - Искусство сельджуков
    - Искусство эпохи Хулагуидов
    - Персидское искусство
    - Искусство периода Тимуридов

  - Три империи:
    - Искусство Великих Моголов (16—17 вв.)
    - Османское искусство (14—19 вв.)
    - Сефевидское искусство (1501—1786 гг.)

  - Современное искусство исламских стран

## Искусство Азии

### Буддийское искусство
- Древнебуддийский (аниконический) период (V—I века до н. э.)
- Иконический период (I век н. э. — по настоящее время)
- Современное буддийское искусство

### Дальний Восток

#### Искусство Китая
- Китайский неолит, см. Список неолитических культур Китая
- Бронзовый век в Китае
- Доимперский Китай (Ся, Шан, Чжоу — до 221 до н. э.)
- Имперский Китай (Цинь — Цин)
  - Ранняя Китайская империя (221 до н.э. – 220 н.э.)
  - Искусство династии Тан (618 год — 907 год)
  - Искусство династии Сун (960–1279)
- Новый Китай (1911 — совр.)